# Lk Krupp
LK Krupp (полное название Leichter Kampfwagen Krupp) — легкий танк Германской империи в период Первой мировой войны. Работа над ним началась в 1917 году. Проект был поручен группе Раузенберга. Постройка прототипа началась в 1918 году и длилась долго. Полуготовый образец испытали 13 июня 1918 года, однако после его сравнения с LK II выбор был сделан в пользу группы Фольмера. Заказ на выпуск LK Krupp был аннулирован.

## История создания
Работа над этой машиной была начата весной 1917 года по инициативе Главного командования немецкой армии. Поводом для этого послужила повышающаяся активность британских и французских танковых частей, реакция на действия которых у немцев была весьма болезненная. Так как штурмовой танк A7V считался лишь частичным решением «адекватного ответа», параллельно с ним велась разработка более легких машин. Наиболее простым выходом казалось использование уже существующих узлов от автомобилей, что предложила конструкторская бригада под руководством Фольмера — впоследствии эта машина стала известна под обозначением LK I. Однако у командования были свои взгляды по этому вопросу.
Предположительно в марте 1917 года были проведены переговоры с фирмой «Krupp», в ходе которых была достигнута договоренность о постройке опытного образца легкого танка. Его проектированием занялась бригада профессора Раузенберга, которая предложила проект бронированной гусеничной боевой машины, весьма отличной от LK I.
Постройка первого прототипа была начата зимой 1918 года и продвигалась крайне медленно. Какой именно из танков строился сейчас сказать трудно, но идут склонения к первому варианту с 8-катковой ходовой частью.

## Описание конструкции
Компоновочная система LK Krupp напоминала самоходное орудие. Спереди располагался боевой отсек для водителя и пулемётчика, сзади — двигатель. Что касается ходовой части, то в первом варианте конструкции на каждый борт приходилось по 8 опорных катков, сблокированных в тележки по два колеса. Во втором варианте предусматривалось использование трех опорных катков малого диаметра и одного большого катка большого диаметра.

### Корпус
Компоновочная схема LK Krupp больше напоминала самоходное орудие в его классическом виде. В передней части корпуса располагался боевой отсек, где находились места водителя и пулемётчика. Место командира находилось на некотором возвышении. Двигатель устанавливался на корме.

### Вооружение
Вооружение состояло из одного 7,92-мм пулемёта MG-08, находившегося в лобовом листе корпуса.

### Двигатель и трансмиссия
В кормовой части корпуса устанавливался 4-цилиндровый карбюраторный бензиновый двигатель, мощностью 40-50 л. с. Трансмиссия механического типа, с 4-скоростной коробкой передач.

### Ходовая часть
В ходовой части использовались три опорных катка малого диаметра и один большой каток большого диаметра, по размерам сравнимый с направляющим колесом. Заднее колесо направляющее, переднее ведущее. Направляющее колесо было опущено на грунт, а поддерживающий ролик был всего один.

## Планы производства
Не секрет, что после неудачно завершившегося весеннего наступления германская армия вынуждена была отступать, а применение танков со стороны союзников принимало всё более масштабный характер. Особенно выделялись новые Renault FT-17, которые хоть и применялись местами спонтанно, но показали более высокую эффективность, чем другие французские машины. Сразу после начала Амьенской операции фирме «Krupp» выдали заказ на постройку 65 танков, хотя прототип ещё не был достроен. Есть сведения, что полуготовый прототип был передан на испытания 13 июня 1918 года, но после его сравнения с модифицированным LK II выбор был сделан в пользу проекта Фольмера. Заказ на выпуск танков «Krupp» аннулировали в октябре, а единственный опытный образец впоследствии разобрали на металл. По всей видимости, ни одной фотографии танка Krupp не сохранилось.
Тем не менее, 23 июля 1918 года, фирма «Krupp» предложила проект другого пехотного танка, оснащенного 52-мм пушкой и пулемётом, но военная комиссия отвергла и его. Причинами отказа стали возможная недостаточная проходимость и наличие аналогичного проекта Lk III.